# Гайді Венг

Гайді Венг (норв. Heidi Weng; 20 липня 1991, Ітре-Енебакк) — норвезька лижниця, олімпійська медалістка, п'ятиразова чемпіонка світу, призерка світових першостей, багаторазова призерка етапів Кубка світу. Універсал, успішно виступає і в дистанційних і в спринтерських гонках.
У Кубку світу Венг дебютувала в 2009, в лютому 2012 вперше потрапила на подіум на етапі Кубка світу. 
Бронзову олімпійську медаль Венг виборола у скіатлоні на Олімпійських іграх 2014 року, що проходили в Сочі. 
З п'яти золотих медалей чемпіонатів світу чотири Венг здобула в складі норвезьких естафетних команд. П'яту золоту медаль вона виборола в скіатлоні на чемпіонаті світу 2017 року в Лагті. 
У 2017 та 2018 роках Венг виграла Кубок світу у заліку гонок на довгі дистанції. 
Використовує лижі виробництва фірми Madshus.

## Зовнішні посилання
Досьє на сайті FIS [Архівовано 7 лютого 2014 у Wayback Machine.]
1. ↑  https://www.fis-ski.com/DB/general/athlete-biography.html?sector=CC&competitorid=147012
2. 1 2 3  OLYMPIC TEAM NORWAY Team and Media guide Sochi 2014 — Olympiatoppen. — P. 25.
3. ↑  https://www.teamnor.no/profiler/langrenn/heidi-weng/